# コデイノンレダクターゼ (NADPH)
コデイノンレダクターゼ (NADPH)（codeinone reductase (NADPH)）は、次の化学反応を触媒する酸化還元酵素である。
コデイン + NADP+ {\displaystyle \rightleftharpoons }コデイノン + NADPH + H+
反応式の通り、この酵素の基質はコデインとNADP+、生成物はコデイノンとNADPHとH+である。
組織名はcodeine:NADP+ oxidoreductaseである。